# Brindisi Sport 1979-1980
Questa pagina raccoglie le informazioni riguardanti il Brindisi Sport nelle competizioni ufficiali della stagione 1979-1980.

## Rosa
| N. |                   | Ruolo | Calciatore          |
| -- | ----------------- | ----- | ------------------- |
|    | Italia (bandiera) | C     | Amedeo Armeni       |
|    | Italia (bandiera) | D     | Pasquale Bisceglia  |
|    | Italia (bandiera) | C     | Luigi Boccolini     |
|    | Italia (bandiera) | C     | Dario Bonanni       |
|    | Italia (bandiera) | P     | Gianni Candussi     |
|    | Italia (bandiera) | C     | Francesco Colombini |
|    | Italia (bandiera) |       | De Pasquale         |
|    | Italia (bandiera) | D     | Maurizio Di Fruscia |
|    | Italia (bandiera) | A     | Francesco Di Mario  |
|    | Italia (bandiera) | D     | Roberto Feroleto    |

| N. |                   | Ruolo | Calciatore          |
| -- | ----------------- | ----- | ------------------- |
|    | Italia (bandiera) | C     | Corrado Fragasso    |
|    | Italia (bandiera) | P     | Gino Lusuardi       |
|    | Italia (bandiera) | A     | Massimo Minarelli   |
|    | Italia (bandiera) | D     | Luciano Mordocco    |
|    | Italia (bandiera) | C     | Gabriele Smeraldi   |
|    | Italia (bandiera) | A     | Luciano Tito        |
|    | Italia (bandiera) | D     | Giovanni Tognaccini |
|    | Italia (bandiera) | C     | Enrico Venditelli   |
|    | Italia (bandiera) | A     | Giovanni Zaccaro    |

## Risultati

### Campionato

#### Girone di andata
| 30 settembre 1979 1ª giornata | Juventus Stabia | 0 – 0 | Brindisi |  |

| 7 ottobre 1979 2ª giornata | Brindisi | 1 – 1 | Sorrento |  |

| 14 ottobre 1979 3ª giornata | Vigor Lamezia | 0 – 0 | Brindisi |  |

| 21 ottobre 1979 4ª giornata | Brindisi | 1 – 0 | Terranova Gela |  |

| 28 ottobre 1979 5ª giornata | Nuova Igea | 0 – 0 | Brindisi |  |

| 4 novembre 1979 6ª giornata | Brindisi | 3 – 1 | Squinzano |  |

| 11 novembre 1979 7ª giornata | Cosenza | 2 – 1 | Brindisi |  |

| 18 novembre 1979 8ª giornata | Brindisi | 1 – 0 | Barletta |  |

| 25 novembre 1979 9ª giornata | Messina | 1 – 1 | Brindisi |  |

| 2 dicembre 1979 10ª giornata | Brindisi | 6 – 0 | Monopoli |  |

| 9 dicembre 1979 11ª giornata | Vittoria | 1 – 1 | Brindisi |  |

| 16 dicembre 1979 12ª giornata | Brindisi | 1 – 1 | Savoia |  |

| 30 dicembre 1979 13ª giornata | Paganese | 2 – 1 | Brindisi |  |

| 6 gennaio 1980 14ª giornata | Alcamo | 1 – 4 | Brindisi |  |

| 13 gennaio 1980 15ª giornata | Brindisi | 3 – 2 | Marsala |  |

| 20 gennaio 1980 16ª giornata | Brindisi | 2 – 1 | Potenza |  |

| 27 gennaio 1980 17ª giornata | Ragusa | 0 – 0 | Brindisi |  |

#### Girone di ritorno
| 3 febbraio 1980 18ª giornata | Brindisi | 1 – 1 | Juventus Stabia |  |

| 10 febbraio 1980 19ª giornata | Sorrento | 1 – 2 | Brindisi |  |

| 17 febbraio 1980 20ª giornata | Brindisi | 2 – 1 | Vigor Lamezia |  |

| 24 febbraio 1980 21ª giornata | Terranova Gela | 1 – 0 | Brindisi |  |

| 2 marzo 1980 22ª giornata | Brindisi | 5 – 0 | Nuova Igea |  |

| 9 marzo 1980 23ª giornata | Squinzano | 0 – 1 | Brindisi |  |

| 16 marzo 1980 24ª giornata | Brindisi | 0 – 0 | Cosenza |  |

| 23 marzo 1980 25ª giornata | Barletta | 0 – 2 | Brindisi |  |

| 30 marzo 1980 26ª giornata | Brindisi | 1 – 0 | Messina |  |

| 13 aprile 1980 27ª giornata | Monopoli | 2 – 0 | Brindisi |  |

| 20 aprile 1980 28ª giornata | Brindisi | 1 – 0 | Vittoria |  |

| 27 aprile 1980 29ª giornata | Savoia | 1 – 0 | Brindisi |  |

| 11 maggio 1980 30ª giornata | Brindisi | 3 – 0 | Paganese |  |

| 18 maggio 1980 31ª giornata | Brindisi | 0 – 1 | Alcamo |  |

| 25 maggio 1980 32ª giornata | Marsala | 1 – 1 | Brindisi |  |

| 1º giugno 1980 33ª giornata | Potenza | 1 – 0 | Brindisi |  |

| 8 giugno 1980 34ª giornata | Brindisi | 2 – 1 | Ragusa |  |